# マリア・コロン
マリア・コロン（María Caridad Colón、1958年3月25日 - ）は、キューバの陸上競技選手。また、やり投の選手として1980年モスクワオリンピックに出場。68.40 mの記録で金メダルを獲得した選手である。
コロンは1978年の中米カリブ海ゲームズのやり投で63.40 mを投げ優勝を果たす。翌年のプエルトリコのサンファンで行われたパンアメリカンゲームズでも優勝。8月24日にカナダのモントリオールで行われたワールドカップで63.50 mの記録で3位となっている。
コロンはモスクワオリンピックが開かれる1980年のシーズン序盤からめきめきと力をつけていく。6月1日には65.64 mだった自己ベストは3日には66.80 m、6日には68.04 mまで伸ばしていった。オリンピック開催まで2か月を切った頃であった。
コロンは世界歴代7位まで記録を向上させていた。しかし、オリンピックには彼女よりよい記録を持つ選手が5人も出場することとなっていた。
7月25日のオリンピック決勝で、コロンは1投目にいきなり68.40 mのオリンピック新記録たたき出す。自己ベストを更新する中、ほかのライバルたちはいつもの調子を出すことができず、コロンは最初の一投でキューバに金メダルをもたらした。
コロンは1983年の世界選手権では8位という結果に終わっている。翌年69.96 mまで自己ベストを更新するが、1984年ロサンゼルスオリンピックまで2か月を切っており、またキューバはオリンピックをボイコットしたために彼女のオリンピック連覇の夢はかなわなかった。
コロンは1986年に70.14 mという記録を出している。そして1988年のオリンピックイヤーには67.44 mという記録を持っていたにもかかわらず、キューバ政府は1988年ソウルオリンピックもボイコットしたため彼女は再びオリンピック出場に出場することはなかった。
| 年   | 大会                   | 場所                               | 種目   | 結果 | 記録    |
| ---- | ---------------------- | ---------------------------------- | ------ | ---- | ------- |
| 1979 | パンアメリカンゲームズ | サンファン(プエルトリコ)           | やり投 | 金   | 62.30 m |
| 1979 | IAAFワールドカップ     | モントリオール(カナダ)             | やり投 | 3位  | 63.50 m |
| 1980 | オリンピック           | モスクワ(ソビエト連邦)             | やり投 | 金   | 68.40 m |
| 1983 | パンアメリカンゲームズ | カラカス(ベネズエラ)               | やり投 | 金   | 63.76 m |
| 1985 | ユニバーシアード       | 神戸(日本)                         | やり投 | 銅   | 62.46 m |
| 1987 | パンアメリカンゲームズ | インディアナポリス(アメリカ合衆国) | やり投 | 銀   | 61.66 m |